# Občanská neposlušnost

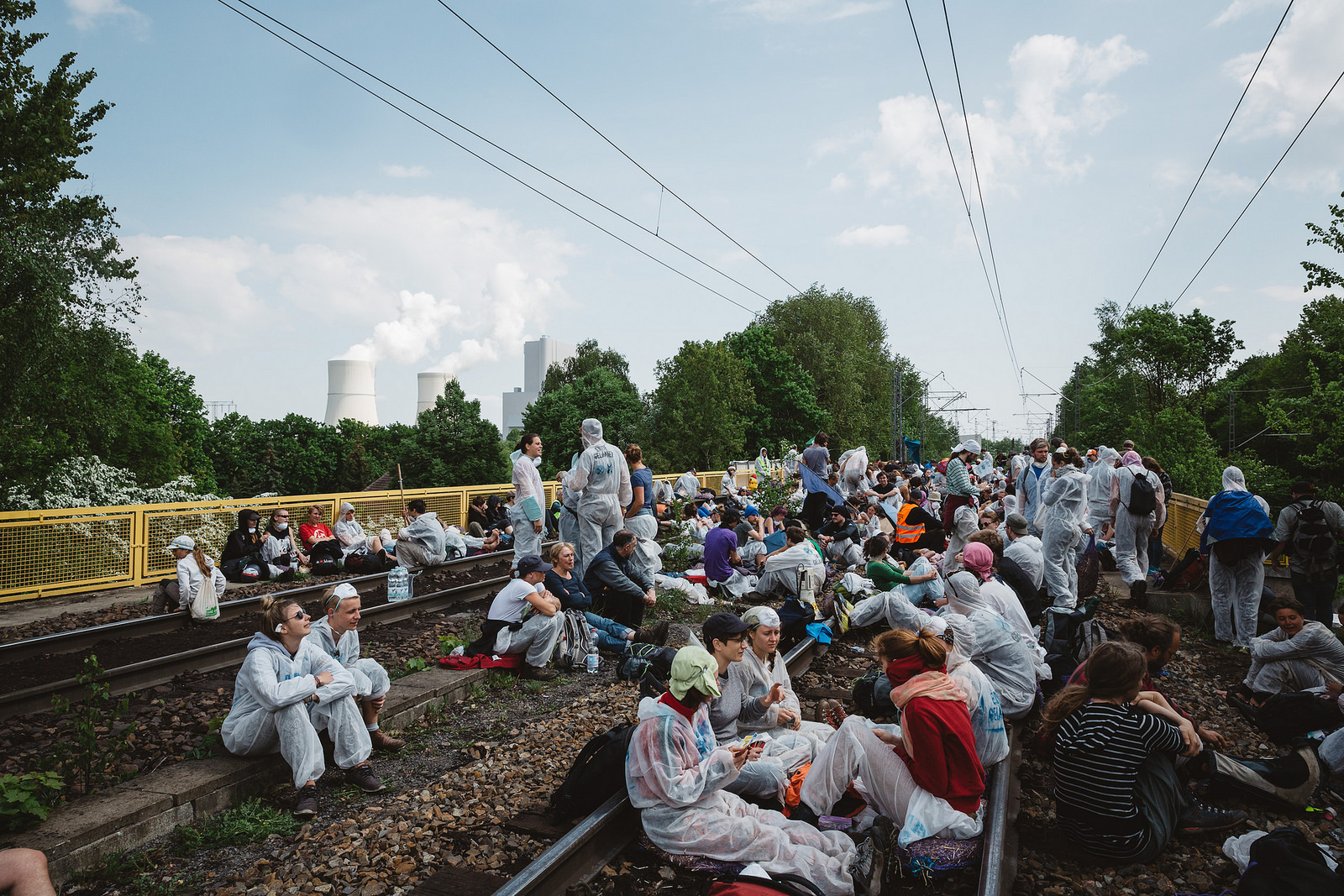
Projevem občanské neposlušnosti mohou být i protestní blokády. Akce Ende Gelände 2016 u hnědouhelné elektrárny Schwarze Pumpe v dolnolužickém Sprembergu, květen 2016.

Občanská neposlušnost je způsob chování spočívající v systematickém dlouhodobém vyhýbání se naplňování očekávání oficiálních autorit. Dalšími znaky občanské neposlušnosti jsou:
- volní charakter jednání s politickou, náboženskou, filosofickou nebo jinou obdobnou motivací, kterou občan toto jednání zároveň ospravedlňuje,
- úsilí o minimalizaci zásahu do cizích práv a zájmů, vzdání se násilí proti jiným nebo sobě (například demonstrativní veřejné sebemrzačení), případně úsilí o maximální legalitu jednání,
- ochota přijímat následné sankce.

## Popis občanské neposlušnosti

### Prostředky a cíle
Občanská neposlušnost může být prováděna například (ne)účastí na určitých shromážděních, (ne)vyjadřováním se k určitým tématům, odmítnutím emigrovat, odmítnutím amnestie (trvání na řádném dokončení trestního řízení), odmítnutím pracovat (například stávka), paralyzovat řízení lpěním na byrokratických detailech, nevyvíjet očekávané patřičné úsilí nebo invenci, zesměšňovat různé symboly, neuposlechnutím výzvy například policisty, jiným způsobem se z pohledu autorit chovat provokativně či vyjadřovat neloajalitu.
Cíle občanské neposlušnosti mohou být obranné (například při nevymahatelnosti práva), reformní nebo revoluční. Občanská neposlušnost může být prováděna individuálně nebo organizovaně. Občanská neposlušnost není výlučně vázána na konkrétní ideologii nebo region.
Občanská neposlušnost je primárně zaměřená proti právním ustanovením a praktikám vnímaných jako nesprávné. Později se může obrátit i proti neutrálním ustanovením, protože:
- občan na základě averze k oficiální moci může začít vnímat aplikaci neutrálních ustanovení a následně samotných ustanovení úkorně,
- občan usiluje o celkové oslabení režimu.

### Legalita, legitimita a sankce
V konkrétních případech může (ale nemusí) být občanská neposlušnost nelegální. Sankcemi za občanskou neposlušnost jsou primárně zákonné sankce a státní zvůle, sekundárně snížení míry společenského uplatnění a sociální exkluze. Nejvíc je občanská neposlušnost pronásledována v autoritářských režimech, společnostech založených na úctě k tradicím a konvencím, v období válečného nebo výjimečného stavu.
V mnoha jurisdikcích (například v České republice) může být porušení zákonů během občanské neposlušnosti legální, pokud tento odpor směřuje k ochraně práv, hodnot a principů zaručenými nebo chráněnými normami nadzákonné právní síly (Ústava, Listina, nálezy Ústavního soudu, mezinárodní smlouvy).

### Podobné ideje
Podobnými ideami jsou například:
- idea nenásilí (teoretici Petr Chelčický, Tolstoj),
- idea přímé akce (teoretici Georges Sorel a částečně Friedrich Nietzsche s představou nadčlověka),
- idea mučednictví.

Přímá akce je ráznější, radikálnější a nevyhýbající se zásadnímu porušování zákonů a morálních požadavků. Aktivista při přímé akci může očekávat, že fakticky bezvýznamným činem uvolní skryté předpoklady a masově vyvolá nové formy jednání nebo prožívání, což povede k zásadním změnám. Touto představou může ospravedlňovat násilný čin (malé zlo vyvolá velké dobro).

## Historické příklady občanské neposlušnosti
Mezi příklady občanské neposlušnosti se uvádí především (podle Oxfordského slovníku světové politiky) jednání Sokrata, Henry David Thoreau (především teoretik občanské neposlušnosti), činnost amerických odpůrců kolonialismu z roku 1766, odmítnutí nařízené cenzury zpráv z parlamentních diskusí londýnským tiskem v letech 1768 až 1771, indická kampaň vedoucí k zrušení solných zákonů a indická kampaň za nezávislost v letech 1930 a 1931 (Gándhí), kampaň neposlušnosti v Jihoafrické republice v roce 1951, různá protirasistická a protisegregační hnutí v USA ve dvacátém století.